# Xenosporium pleurococcum
Xenosporium pleurococcum är en svampart som först beskrevs av Franz Xaver von Höhnel, och fick sitt nu gällande namn av Kris A. Pirozynski 1966. Xenosporium pleurococcum ingår i släktet Xenosporium och familjen Tubeufiaceae.   Inga underarter finns listade i Catalogue of Life.